# Campeonato Argentino de Futebol de 1895
O Campeonato Argentino de Futebol de 1895, originalmente denominado Championship Cup 1895, foi o quarto torneio da Primeira Divisão do futebol argentino e o terceiro organizado pela Argentine Association Football League. O certame foi disputado em dois turnos de todos contra todos, entre os meses de maio e setembro. O Lomas Athletic conquistou o seu terceiro título de campeão argentino.

## Afiliações e desfiliações
| Pos  | Equipes incorporadas |
| ---- | -------------------- |
| Afil | Quilmes Rovers       |
| Reaf | English High School  |
| Afil | Lomas Academy        |

| Pos | Equipes relegadas na temporada de 1894 |
| --- | -------------------------------------- |
| Des | Rosario Athletic                       |
| Des | Lobos Athletic                         |
| Des | Saint Andrew's                         |

## Classificação final
| Pos | Equipes             | Pts | J  | V | E | D |
| --- | ------------------- | --- | -- | - | - | - |
| 1.  | Lomas Athletic      | 18  | 10 | 8 | 2 | 0 |
| 2.  | Lomas Academy       | 13  | 10 | 6 | 1 | 3 |
| 4.  | Flores Athletic     | 12  | 10 | 6 | 0 | 4 |
| 5.  | Retiro Athletic     | 7   | 10 | 3 | 1 | 6 |
| 6.  | English High School | 5   | 10 | 2 | 1 | 7 |
| 7.  | Quilmes Rovers      | 5   | 10 | 2 | 1 | 7 |

## Premiação
| Campeonato Argentino de Futebol de 1895 |
| --------------------------------------- |
| Lomas Athletic Campeão (3° título)      |

## Desfiliações e afiliações
English High School e Quilmes Rovers perderam a afiliação, sendo substituídos pelo Belgrano Athletic para o torneio de 1896. Sendo assim o número de participantes foi reduzido para cinco.

## Bibliografía
- Estévez, Diego (2010). 38 Campeones del fútbol argentino 1891-2010. [S.l.]: Ediciones Continente. ISBN 978-950-754-301-2